# Microchironomus teruyai
Microchironomus teruyai är en tvåvingeart som beskrevs av Sasa 1991. Microchironomus teruyai ingår i släktet Microchironomus och familjen fjädermyggor. Inga underarter finns listade i Catalogue of Life.